# Palazzo Paletta Dai Pré
Palazzo Paletta Dai Pré, conosciuto anche con il nome di palazzo Serpini Salvetti Paletta Dai Pré, è un edificio civile che si trova nel cuore del centro storico di Verona, in via Arcidiacono Pacifico, strada che conduce al Duomo della città.

## Storia e descrizione
L'edificio ha origini nel XV secolo, tuttavia l'aspetto attuale deriva in gran parte dalle trasformazioni operate nel corso del XVIII secolo su commissione della famiglia Serpini; fu in questa occasione, infatti, che l'edificio raggiunse le dimensioni attuali e che l'interno si arricchì di pregevoli opere d'arte rococò. Gli affreschi, i stucchi e i dipinti, di cui i più interessanti ad opera dagli allievi di Antonio Balestra, hanno subito un minuzioso intervento di restauro nei primi anni duemila, terminato nel 2012.
Il palazzo si caratterizza all'esterno per un portale in pietra, attribuito a Gregorio Panteo oppure a Domenico da Lugo: i due piedritti, che recano delle candelabre ricche di putti e animali, terminano con raffinati capitelli decorati con cavalli alati agli spigoli e un busto femminile al centro, che sorreggono l'arco a tutto sesto coronato dallo stemma Butturini sulla chiave di volta.
Da questo si accede all'atrio, che anticipa una doppia rampa di scala che si contraddistingue per la presenza di alcune statue raffiguranti soggetti mitologici. Al livello superiore si trova quindi il piano nobile, che si estende su oltre 500 mq pavimentati nel XVIII secolo in battuto di terrazzo alla veneziana e presenta ampi saloni decorati.

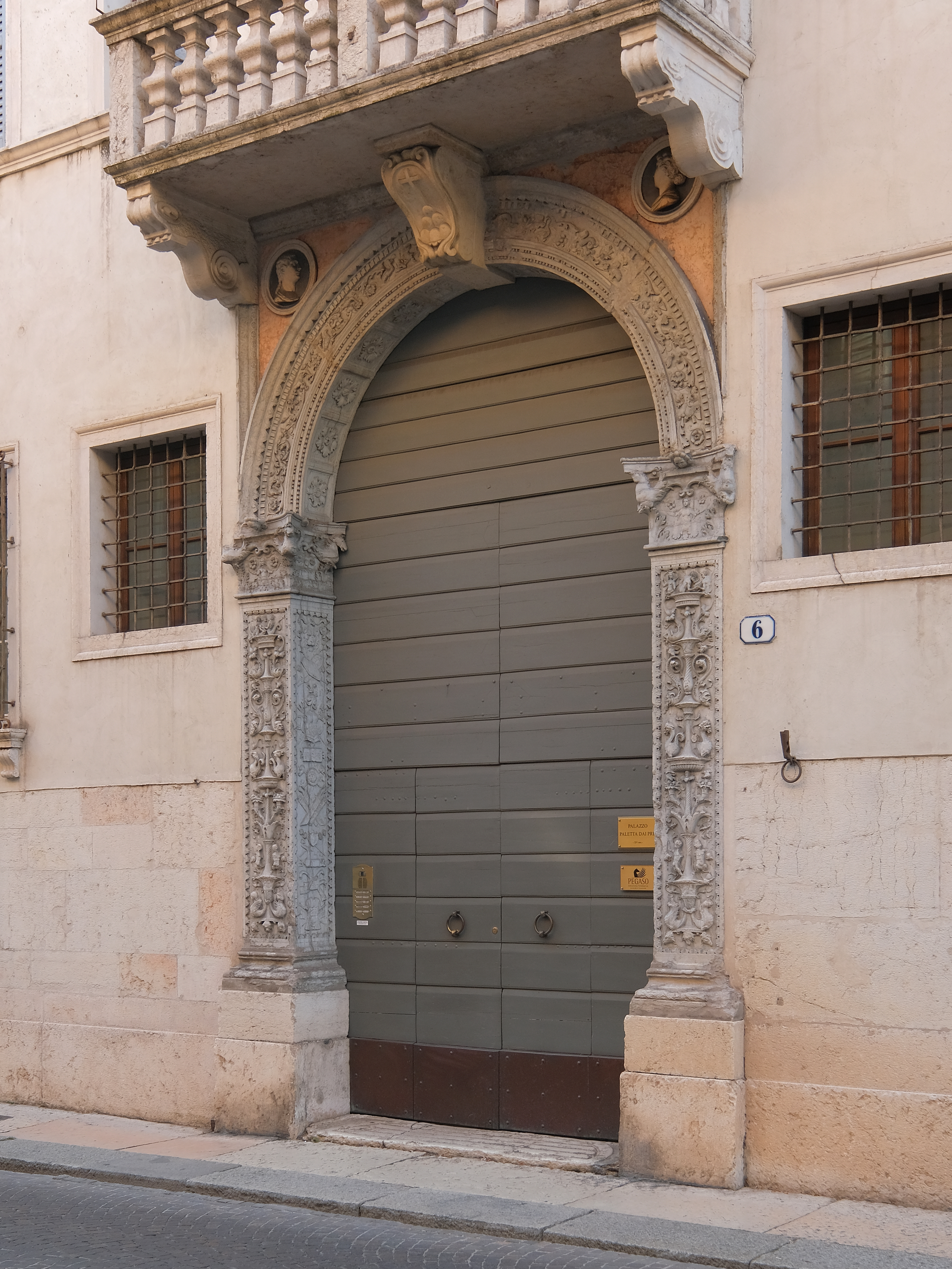
Il portale del palazzo

Una descrizione piuttosto accurata del palazzo e soprattutto delle opere che custodisce (seppure la raccolta di stampe sia andata dispersa) si può leggere nel Catastico di Saverio Dalla Rosa, pubblicato nel 1803:
«Palazzo Serpini, ora Salvetti al Duomo, la Porta della Casa è d'intaglio finissimo in pietra dura. Questa casa dal genio felice del fu Sig. Pietro Antonio Serpini fu riempita di cose belle e rare appartenenti alle bell'Arti. Di eguale inclinazione, e di eguali modi, ce ne vorrebbero molti nelle Città ed allora fiorirebbero le Arti senz'altri aiuti che le occasioni di operare, e l'emulazione furono i motivi per i quali vi riuscirono tanti talenti e tanti celebrati Maestri né secoli passati. Vediamo l'Arte d'intagliare in Rame altrove tanto coltivata, ad essere sublimata a si alto segno dal genio, e dallo sforzo di tanti Artisti solo perché dalle stampe ora si fa ricerca grande a prezzi incredibili. E giacché di stampe è caduto il parlare, accenneremmo, che in questa Casa se ne trovano raccolte oltre tre milla dè più celebri antichi, e moderni incisori, disposte in libri, e classificate si, che coll'inventario alla mano si può in un punto se siavi la tale Stampa di quell'Autore, incisa da quell'Incisore; e colla stessa facilità trovarla nel libro segnato al suo numero, come si farebbe d'una parola in un Dizionario. Non è certo in Verona, chi abbia una raccolta di così pregevoli Stampe in un numero così grande, e così ben disposte, e così scielte. Libri di tal sorte dovrebbero essere il Mobile di un'accademia di Pittura e Scultura, giacché la raccolta delle Stampe è la Biblioteca dè Pittori, come quella dè Libri Scientifici è il pascolo dei letterati. Le opere dè trapassati sono di jus comune ai viventi, e ai posteri. Basta saperle leggere. Evvi ancora in questa Casa un bel gabinetto pieno di disegni originali di vari autori, e di alcune opere di Scoltura, tra le quali un Cristo alla Colonna del Marinali. Un S. Sebastiano legato all'Albero assai bello di Francesco Zoppi. Sulla Scala principale v'è il Soffitto a fresco con Venere e Giunone di Giambettino Cignaroli. Il Soffitto della Sala a fresco, ed altri due nelle camere contigue, di Giorgio Anselmi. E delli due gran quadri. L'Ifigenia al Sagrifizio di Pietro Rotari. L'altro con altra Istoria di Carlo Salis. Altro soffitto a fresco in altra camera di Domenico Pecchio. Altro Soffitto ad oglio di Giovambattista Zelotto».